# Aleks Buda
Aleks Buda (Elbasan, 1910. szeptember 7. – Tirana, 1993. július 7.) albán történész, irodalomtörténész. A 20. századi albán történettudomány egyik legnevesebb alakja, legjelentősebb kutatásait az albánok etnogenezise és hazája középkori története terén végezte.

## Életútja
Zsidó gyökerű elbasani kereskedőcsalád sarja volt. Középiskolai tanulmányait a dél-olaszországi Leccében kezdte meg, majd az ausztriai Salzburgban fejezte be 1930-ban. Felsőfokú tanulmányait a Bécsi Egyetemen végezte filozófia–irodalomtudomány szakpáron, diplomáját pedig 1938-ban szerezte meg. 1939 februárjában visszatért szülőhazájába, és Korçában helyezkedett el tanárként, 1943-tól pedig a fővárosban, Tiranában folytatta a tanári pályát.
A második világháborút követően az albán tudományos élet tevékeny szervezőegyénisége volt. 1945–1946-ban a tiranai Nemzeti Könyvtár igazgatója volt. 1946-ban megalapította a Tudományos Intézetet (Instituti i Shkencave), 1955-től alapító elnöke volt a Történet- és Nyelvtudományi Intézetnek (Instituti i Historisë dhe i Gjuhësisë), valamint több mint húsz éven keresztül, egészen haláláig első elnöke volt az 1972-ben alapított Albán Tudományos Akadémiának. A kommunizmus éveiben mint az albán értelmiség vezető, rendszerhű alakja, 1973 januárjától a nemzetgyűlés tagja is volt.

## Munkássága
Pályája korai szakaszában főként az albán irodalom történetével foglalkozott, a második világháborút követően azonban tudományos érdeklődése fokozatosan az illírek történelme, az albánok etnogenezise, Albánia középkori históriája, a 19. századi nemzeti mozgalom, a Rilindja kutatása felé irányult. 
Történeti munkáinak gyűjteményes kiadása 1986-ban jelent meg Shkrime historike (’Történeti tanulmányok’) címen.